# Monte Terruto
Il monte Terruto (905 m s.l.m.) è una montagna dei monti Aurunci Antiappennino laziale, alta 905 m s.l.m. , situata nel territorio del comune di Formia (LT) nel Lazio, all'interno del territorio del parco naturale dei Monti Aurunci.

## Descrizione
Si raggiunge dal sentiero CAI 54 per Costamezza e Monte Santa Maria, oppure dal sentiero CAI 55 da Aquaviva, o ancora da Santa Maria della Noce per mezzo di un sentiero non segnato.